# Hakodate Hachiman-gū
Hakodate Hachiman-gū (jap. 函館八幡宮) – chram shintō w Hakodate (podprefektura Oshima) w Japonii. To główny chram w tym mieście.
Chram powstał w 1445 ku czci kami Hachimana, a w 1897 został przeniesiony w obecne miejsce z widokiem na Cieśninę Tsugaru. Kompleks sakralny składa się z 8 budynków, główna świątynia została zbudowana w 1915 w stylu yatsumune-zukuri. W 1896 został podniesiony do rangi "narodowego sanktuarium". Do chramu prowadzą kamienne schody o 134 stopniach. 